# در جستجوی شمشیر سترگ
در جستجوی شمشیر سترگ (انگلیسی: Quest for the Mighty Sword) که با نام‌های دیگری چون آتور ۳: هاب‌گابلین، هاب‌گابلین و ترول ۳ هم شناخته می شود، یک فیلم فانتزی ماجراجویانه به کارگردانی  جو داماتو است که در سال ۱۹۹۰ منتشر شد و چهارمین و آخرین فیلم از مجموعه‌فیلم‌های آتور محسوب می شود.

## گزیدهٔ بازیگران
- اریک آلن کریمر
- دانلد اوبراین
- لورا خمسر
- ماریسا مل
- دانلد اوبراین